# Chesley Sullenberger
Chesley Burnett "Sully" Sullenberger III (født 23. januar 1951) er en amerikansk pilot fra Danville i Californien, der med succes foretog en nødlanding af US Airways Flight 1549 på floden Hudson River ud for Manhattan, New York City den 15. januar 2009.
- Wikimedia Commons har flere filer relateret til Chesley Sullenberger